# Acroria sunstrigata
Acroria sunstrigata är en fjärilsart som beskrevs av Embrik Strand 1921. Acroria sunstrigata ingår i släktet Acroria och familjen nattflyn. Inga underarter finns listade i Catalogue of Life.